# VKDSt Saxonia Münster
Die VKDSt Saxonia in Münster ist eine katholische, farbentragende, nichtschlagende und politisch neutrale Studentenverbindung. Sie wurde am 25. November 1863 zunächst als akademischer Gesangsverein gegründet. 1871 schloss sie sich unter dem Namen Harmonia dem Cartellverband der katholischen deutschen Studentenverbindungen (CV) an. Ein Jahr darauf wandelte sich Harmonia in die „Katholische Studentenverbindung Alsatia“ um, aus der später die heutige Saxonia hervorging.

## Geschichte
Am 25. November 1863 wurde der Gesangsverein der Marianischen Akademiker-Kongregation durch deren Präses P. Voiß gegründet. Am 7. Mai 1868 wurde der Name in Harmonia geändert und als Farben rot-weiß-grün gewählt. Im Jahr darauf genehmigte der Senat der Akademie Harmonia als akademischen Gesangsverein. Als 1871 die KDStV Aenania München schrieb, dass sie einen Antrag auf Aufnahme in den CV begrüßen würde, nahm Harmonia das Prinzip scientia auf und legte die Prinzipien der Katholizität und der Antiduellität ausdrücklich in den Statuten fest, ein Jahr später auch das Prinzip der Wissenschaftlichkeit. Am 23. November wurde Harmonia in den CV als Nr. 7 (heute Nr. 6, da die AV Austria Innsbruck – damals Nr. 4 – nicht mehr im CV, sondern im ÖCV ist) aufgenommen. Am 18. Februar gab es eine vom Senat genehmigte Änderung des akademischen Gesangvereins Harmonia zur katholischen Studentenverbindung Alsatia. Der Grund für die Namenswahl war offiziell die patriotische Sympathie über das wieder gewonnene Elsass nach dem Krieg 1870/71. In Wirklichkeit wollte man den Theologiestudenten des Erzbistums Köln ein Schlupfloch geben, das Verbot des Kölner Erzbischofs Paulus Ludolf Kardinal Melchers in die Harmonia einzutreten zu umgehen. Während des Kulturkampfes wurde 1878 im Verlauf eines Festkommerses ein Toast auf den Kaiser Wilhelm I. und auf die Deutsche Zentrumspartei getrunken, wovon der Rektor der Akademie (Universität) erfuhr. Am 6. August verkündete der Rektor deshalb dem zu ihm gerufenen Alsatenvorstand die Auflösung durch den Senat. Er begründete dies mit angeblichen Verbindungen zu Parteimännern, die über die Korporation Alsatia Studenten vom Studium abzögen. Den Antrag auf Wiederbegründung als Alemannia lehnte der Senat wegen des Katholizitätsprinzips ab, weshalb die Verbindung als Saxonia mit „sittlich-religiösem“ Prinzip wiederbegründet wurde. Als Wahlspruch wählten die Mitglieder „deo et patriae!“, da fünf der acht Wiederbegründer Abiturienten des Gymnasiums Theodorianum in Paderborn waren, wo diese Worte im Giebel zu lesen sind. Ein Jahr später nahm der CV Saxonia als Nachfolgerin der Alsatia auf. Im Jahr 1883 wurde die Bezeichnung „katholische Studentenverbindung“ vom Senat genehmigt.
Der Philister Hermann-Joseph Wurm publizierte 1888 erstmals die Zeitschrift „Academia“, die bis heute das Sprachrohr des CV ist. In den folgenden Jahren übernahm Saxonia die Patenschaft zur Begründung der A. V. Rheno-Guestfalia Kiel und gründete die Tochterverbindungen AV Cheruscia zu Münster
(1901) und AV Alsatia Münster (1904). Bis 1906 musste Alsatia den Zusatz „Neo-“ tragen, um zu verdeutlichen, dass sie keine Wiedergründung der alten Alsatia war. Im Jahre 1913 wurde in der Diepenbrockstraße das erste Haus Saxoniae eingeweiht. Erbauer des ersten Hauses war Hilger Hertel der Jüngere.
Am 14. Mai 1936 verbot Rudolf Heß allen NSDAP-Mitgliedern die gleichzeitige Mitgliedschaft in der NSDAP und einer Korporation. Danach trat 1936 die gesamte Aktivitas aus; das Philistertum blieb bis 1938 bestehen.
Das Haus an der Diepenbrockstraße wurde zwangsweise einer NS-Studentenorganisation zur Nutzung überlassen. Die beiden Saxonen Kaspar Aßhoff und Heinricht Münstermann wurden Opfer des Nationalsozialismus. Im Krieg fielen 32 Saxonen.
Im Herbst 1945 gründeten vier Abiturienten des Gymnasiums Paulinum eine Verbindung nach Art der früheren katholischen Korporationen. Der damalige Direktor des Gymnasiums Paulinum, Rohfleisch, war zu dieser Zeit Philistersenior der Saxonia. Den fünfen gelang es, eine Aktivitas ins Leben zu rufen. Im Frühjahr 1946 wurde die Saxonia rekonstituiert und durch den Rektor und die britische Militärregierung genehmigt. Damit war sie die erste wiedergegründete CV-Verbindung nach dem Krieg. Der Name „Saxonia“ und die Farben wurden am 8. August durch die Militärregierung verboten mit der Begründung, mit dem alten Namen und den Farben könnten „reaktionäre Tendenzen“ und „schlechte Traditionen“ wieder aufleben. Daraufhin wurde der Name in „Westfalenland“ geändert. 1947 wurde das Katholizitätsprinzip wieder aufgenommen. Das während der NS-Zeit beschlagnahmte Haus in der Diepenbrockstraße wurde 1949 gegen ein Haus in der Rudolf-von-Langen-Straße 14 getauscht. Nachdem mit dem Grundgesetz die Vereinigungsfreiheit eingeführt worden war, wurde 1950 der Antrag auf Namensänderung in „VKDSt Saxonia“ genehmigt.
Seit 1963 betrachtet die Verbindung die Gründung der Harmonia von 1863 als Gründungsdatum. 1965 wurde das neu erbaute Haus in der Von-Stauffenberg-Str. 12 eingeweiht, nachdem das alte Haus zu klein geworden war. Die Studentenunruhen der 68er-Bewegung erreichten 1968 auch Saxonia. Das Prinzip, nur katholische Studenten aufzunehmen, wurde seitens der Aktivitas offen in Frage gestellt; in Zeiten der erstarkenden Ökumene und der sich reformierenden Kirche (zweites Vatikanisches Konzil) dürfe sich auch eine katholische Verbindung nicht länger von den Mitchristen abschotten. Am 23. November befand die Altherrenschaft, die Aktivitas entferne sich von der geistigen Grundlage der Saxonia. Ein Bruch mit der Aktivitas stand kurz bevor; zeitgleich tagte im Nebenzimmer die Aktivitas. Diese stellte fest, dass eine mögliche Einigung mit der Altherrenschaft auf einem Cumulativconvent (CC) kaum erfolgreich wäre. Daraufhin wurden auf dem CC des Stiftungsfestes die Prinzipien der Saxonia unter Beibehaltung des katholischen Prinzips neu formuliert. Auf dem CC des 135. Stiftungsfestes wurde nach einem Jahr Probezeit der erste schriftliche Comment seit 1903 verabschiedet.

## Insignien

### Farben
Die Farben der Saxonia „rot-weiß-grün“ sind eine Vereinigung der Farben des westfälischen und des rheinischen Wappens; des Rot und Weiß Westfalens und des Grün und Weiß des Rheinlandes.
Der Anlass, rot-weiß-grün als Farben zu wählen, ergab sich daraus, dass in den ersten beiden Jahrzehnten fast ausschließlich Rheinländer und Westfalen Mitglieder waren. So sind diese Farben keine erfundene Phantasiecouleur, um sich von anderen Verbindungen zu unterscheiden, sondern Ausdruck der personellen Zusammensetzung und der heimatlichen Herkunft ihrer Träger.

### Zirkel

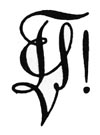
Zirkel Saxoniae

Der Zirkel der Saxonia beinhaltet den Anfangsbuchstaben der Verbindung und die Anfangsbuchstaben des alten studentischen Spruches „vivat, crescat, floreat!“.

### Wappen
Saxonia hat in ihrer Geschichte mehrere Wappen geführt. Das heutige Wappen wird seit dem 125. Stiftungsfest geführt und ist fünfgeteilt. Es besteht aus:
- der fünfblättrigen, lippischen roten Rose auf weißem Grund
- der Harfe mit Gründungsdatum 1863, auf grünem Grund
- dem springenden, weißen Sachsenross auf rotem Grund, daneben das Wappen der Stadt Münster
- einem schwarzen griechischen Kreuz auf weißem Grund; in der Mitte des Kreuzes das Christusmonogramm Chi-Rho
- dem Saxonenzirkel in der Mitte

## Häuser
Saxonia besaß von 1913 bis 1936 ein von Hilger Hertel dem Jüngeren in der Diepenbrockstraße errichtetes Verbindungshaus. Dieses wurde in der NS-Zeit beschlagnahmt und der Studentischen Kameradschaft Wienburg übergeben, nach dem Krieg wurde es zurückerstattet. Über einen Tausch erhielt die Verbindung 1949 ein neues Haus in der Rudolf-von-Langen-Straße, das sie bis 1965 behielt. Heute gehört dieses Haus der KDStV Alemannia Greifswald und Münster. Das Haus an der Diepenbrockstraße wird seit 1977 vom Verein Kreativ-Haus e. V. als Kultur- und Bildungseinrichtung genutzt.
1961 kaufte die Verbindung ein Grundstück in der Von-Stauffenberg-Straße und übersiedelte 1965 in das inzwischen darauf von einem Bundesbruder errichtete, größere Haus. 2003 erfolgte ein Umbau der Wohnetagen, 2005 der Gesellschaftsetage.
Weiterhin war 1913 das Bootshaus an der Werse eingeweiht worden, es wurde 1950 nach dem Krieg restauriert. Der Pachtvertrag lief 1976 aus, da der Eigentümer das Grundstück selbst nutzen wollte.

## Tochterverbindungen
Von der Saxonia wurden drei Tochterverbindungen gegründet:
- AV Cheruscia Münster (1901)
- AV Alsatia Münster (1904)
- KDStV Wiking Hamburg (1919)

## Vorortspräsidenten
Saxonia stellte wiederholt den CV-Vorortspräsidenten, so 1874/75 Wilhelm Schlaadt, 1883/84 Eberhard Vogel, 1896/97 Franz Küppers, 1954/55 Rudolf Beisenkötter, 1981/82 Claus Kusnierz-Glaz, 2003/04 Carsten Marcus Petermann, 2006/07 Stefan Lütkecosmann und 2018/19 Justus Beisenkötter.

## Bekannte Mitglieder
- Eduard Heis (1806–1877), Mathematiker und Astronom
- Burghard Freiherr von Schorlemer-Alst (1825–1895), Politiker, Begründer des westfälischen Bauernvereins
- Hilger Hertel der Ältere (1831–1890), Architekt und Diözesanbaumeister in Münster
- Freiherr Clemens August Heereman von Zuydwyck (1832–1903), Reichs- und Landtagsabgeordneter
- Wilhelm Killing (1847–1923), Mathematiker
- Wilhelm Schneider (1847–1909), Bischof des Erzbistums Paderborn
- Joseph Schröder (1849–1903), Theologieprofessor und erster Rektor der Westfälischen Wilhelms-Universität
- Felix Porsch (1853–1930), Zentrumspolitiker
- Aloys Schäfer (1853–1914), Titularbischof und Dekan
- Bernhard Wuermeling (1854–1937), Oberpräsident der Provinz Westfalen
- Gottfried Hoberg (1857–1924), katholischer Theologe, Philologe, Priester und Hochschullehrer
- Hilger Hertel der Jüngere (1860–1918), Architekt und königlicher Regierungsbaumeister
- Bernhard Hertel (1862–1927), Architekt und Kölner Dombaumeister
- Hermann-Joseph Wurm (1862–1941), Pfarrer, Journalist und 1888 Gründer der Zeitschrift Academia
- Johannes Scheifes (1863–1936), Weihbischof im Bistum Münster
- Albert Hesse (1866–1924), Chemiker
- Florian Klöckner (1868–1947), Industrieller und Politiker
- Otto Rust (1871–1945), katholischer Geistlicher und Erzpriester, Märtyrer des 20. Jahrhunderts
- Johannes Hillebrand (1874–1931), Weihbischof im Bistum Paderborn
- Georg Sperlich (1877–1941), Oberbürgermeister von Münster (Westf.)
- August Vezin (1879–1963), Philologe
- Paul Simon (1882–1946), römisch-katholischer Theologe
- Albert Stohr (1890–1961), Bischof von Mainz
- Wilhelm Webels (1896–1972), Arzt, Maler und Bildhauer
- Kaspar Aßhoff (1898–1945), von der SS gehängt, Mitbegründer und Hauptgeschäftsführer des Reichsinnungsverbandes des Kraftfahrzeughandwerks in Berlin
- Richard Skiba (1900–1969), Staatssekretär in Niedersachsen, Leiter der Niedersächsischen Staatskanzlei
- Franz-Josef Wuermeling (1900–1986), Bundesfamilienminister 1953–1962
- Karl Maria Hettlage (1902–1995), Zentrums-Politiker, SS-Hauptsturmführer, habilitierter Jurist, Vorstandsmitglied der Commerzbank, Staatssekretär in der Regierung Konrad Adenauer
- Gustav Ermecke (1907–1987), katholischer Moraltheologe und Sozialethiker
- Franz Kardinal Hengsbach (1910–1991), erster Bischof des Bistums Essen
- Egbert Möcklinghoff (1924–2017), Jurist, Verwaltungsbeamter und Politiker (CDU)
- Hans Berentzen (1927–2005), Spirituosenfabrikant
- Philipp Eggers (1929–2016), Erziehungswissenschaftler und Jurist
- Dieter-Julius Cronenberg (1930–2013), Politiker (FDP), von 1984 bis 1994 Vizepräsident des Deutschen Bundestages
- Rolf Tophoven (* 1937), freiberuflicher Journalist
- Claus Werning (* 1938), Hochschulprofessor und Chefarzt
- Franz-Hermann Kappes (1938–1992), Politiker (CDU), Mitglied des Deutschen Bundestages
- Jürgen Gerdes (* 1964), Mitglied des Vorstands der Deutschen Post AG